# 诺华
诺华製藥集團通稱諾華（Novartis），是一間总部位于瑞士巴塞尔的跨国制药及生物技术公司。它的核心业务为各种专利药、消费者保健、非专利药、眼睛护理和动物保健等领域。诺华公司成立于1996年，由位于巴赛尔的两家化学品及制药公司“汽巴-嘉基”（Ciba-Geigy）和“山德士”（Sandoz）合并而成。

## 前驱公司历史
诺华由汽巴-嘉基及山德士合并而成，以下为诺华公司的前驱公司的历史：

### 嘉基（Geigy）
- 1758年，嘉基家族的Johann Rudolf Geigy-Gemuseus开始在瑞士巴塞尔经营化学品、染料、粘合剂和药品。
- 1857年，Johann Rudolf Geigy-Merian和Johann Müller-Pack在巴塞尔开设了一家染料作坊。两年后，他们开始生产合成品红染料。
- 1901年，嘉基家族企业转为公开的有限公司，名称定为J.R.嘉基有限公司。
- 1925年起，嘉基开始生产纺织助剂，此业务部门在3年后被汽巴公司取得。
- 1935年起，嘉基开始生产杀虫剂，1938年后，嘉基又设立了制药部门。
- 1948年，嘉基公司的研究人员保羅·赫爾曼·穆勒因发现杀虫剂滴滴涕而获得诺贝尔生理学或医学奖。
- 1940年代到1960年代，嘉基公司继续在各个领域开发新产品，其中包括抗风湿药物Butazolidin、除草剂Simazin或Atrazin、精神类抗抑郁症药物Tofranil、利尿剂Hygroton及抗癫痫药Tegretol。

### 汽巴（Ciba）
- 1859年，Alexander Clavel开始在他在巴塞尔的工厂生产丝绸用染料。到1864年，他建设了新的合成染料生产厂。
- 1873年，Alexander Clavel将自己的染料工厂出售给Bindschedler & Busch公司。
- 1884年，Bindschedler & Busch改为合伙制公司，名称变为巴塞尔化工公司（Gesellschaft für Chemische Industrie Basel），1945年起，由于公司缩写“CIBA”被广泛使用，CIBA成为公司的正式名称。
- 1910年代，在生产了抗菌药Vioform和抗风湿药Salen后，汽巴开始在英国、意大利、德国等地设厂。
- 1954年，汽巴开始生产杀虫剂。
- 1963年，用于治疗血液中铁及铝过剩的Desferal上市。

### 汽巴-嘉基（Ciba-Geigy）
- 1970年，汽巴公司和嘉基公司合并成为汽巴-嘉基公司。
- 1980年，汽巴-嘉基創辦視康，進軍隱形眼鏡市場。

### 山德士（Sandoz Laboratories）
- 1886年，Alfred Kern博士和Edouard Sandoz合伙成立了Kern & Sandoz化工公司。最早的产品是茜素蓝和金胺染料。
- 1895年，Alfred Kern博士去世后，Kern & Sandoz由合伙制企业转为山德士化工公司（Chemische Fabrik vormals Sandoz）。同年，公司开始生产退烧药安替比林。
- 1899年，山德士公司研发了糖精。
- 1917年开始，Arthur Stoll教授在山德士负责药物开发工作。
- 在两次世界大战之间，镇痛药Gynergen（1921年）和补钙药Calcium-Sandoz（1929年）分别上市。
- 自1929年起，山德士也开始生产纺织、造纸和皮革用化学品。1939年起，开始生产农用化学品。
- 1938年，山德士公司合成了麦角酸二乙胺。
- 1964年起，山德士开始在瑞士国外发展。
- 1967年，山德士合并了生产阿华田等营养食品的Wander公司。
- 1986年11月1日，山德士位于瑞士的一个仓库起火，至少33吨有毒物质泄漏到莱茵河。

## 发展历程
- 早在1918年汽巴公司、嘉基公司和山德士公司就曾经联合组成巴塞尔化工集团，但是该集团于1950年解散。
- 1996年，汽巴-嘉基和山德士合并成立诺华公司。这是当时最大的公司合并案。
- 1997年，汽巴-嘉基原有的精细化工部门从诺华脱离，成立汽巴精化。
- 2000年9月，诺华收购美国眼力健（Wesley Jessen）公司，将其并入自己的子公司视康（CIBA Vision）。
- 2000年11月，诺华将自己旗下的农药及种子业务剥离，成立先正达公司。
- 2002年10月，诺华将拥有阿华田和乐口福等品牌的食品及饮料部出售给英国联合食品公司。
- 2002年11月，诺华收购斯洛文尼亚非专利药生产商莱柯（Lek）公司。
- 2002年，诺华增持瑞士罗氏（Roche）公司股份达32.7%，试图收购罗氏，但是没有成功。
- 2003年5月，诺华将旗下的非专利药生产部门整合为山德士（Sandoz）。
- 2005年2月，诺华收购德国赫素（Hexal）公司，成为世界最大的非专利药生产企业。
- 2008年4月斥資104億美元向雀巢收購愛爾康（Alcon）24.85%7400萬股股權每股143.18美元當時交易條件還包括自2010年1月起，諾華可另外向雀巢購買愛爾康52%股權。
- 2009年1月4日诺华以每股180美元價格，斥資281億美元收購雀巢旗下愛爾康藥廠52%股權，再透過股權交換方式、是以1股愛爾康股票換得2.8股諾華股票，換算後相當於每股153美元。斥資112億美元取得剩餘的23%股權。完成收購愛爾康所有其他股東股權動作。這相當於以總價393億美元收購愛爾康的75%股權
- 2013年11月11日，瑞士諾華公司同意作價16.8億美元出售其輸血檢測部門給西班牙Grifols基立福公司。
- 2014年4月22日諾華斥資160億美元，收購英國同業葛蘭素史克（GlaxoSmithKline）的癌症藥物資產，同時諾華以71億美元將不包括流感疫苗在內的疫苗業務，連同專利權出售給葛蘭素史克，此外，諾華旗下OTC（非處方藥）業務與GSK消費品業務合併成立合資公司，葛蘭素史克將掌握多數股權，股份達63.5%。諾華鎮痛劑Excedrin和葛蘭素牙膏舒酸定（Sensodyne）等品牌將因這項合資案成為同一集團的產品
- 2014年4月22日禮來製藥以54億美元現金代價，收購諾華製藥旗下的動物保健業務，以加強旗下部門Elanco並使其業務多元化。
- 2014年4月23日葛蘭素史克以160億美元，將抗癌藥業售予諾華，諾華則將不包括流感疫苗在內的疫苗業務，連同專利權以71億美元轉讓給葛蘭素史克。兩家公司亦將成立消費保健業務合資企業。。[4]。
- 2017年10月30日諾華製藥以39億美元現金代價收購法國放射性藥物公司Advanced Accelerator Applications (AAA)以加強公司在腫瘤藥物方面的實力。
- 2018年3月27日葛蘭素史克以130億美元現金收購諾華在兩家公司的消費者醫療保健合資企業中36.5%的股權。
- 2018年4月8日諾華以每股218美元現金，斥資87億美元收購美國基因療法生技公司AveXis
- 2019年5月8日諾華斥資34億美元收購武田藥品(Takeda Pharmaceutical)旗下處理眼乾問題的護眼藥Xiidra，假若藥品達致一定里程碑，武田可取得19億美元獎勵金。
- 2019年11月25日諾華以97億美元收購美國生物化學藥廠The Medicines，以擴大在心血管病藥物的產品組合，與及緩解公司藥物專利權到期的風險。

## 产品
以下是一些诺华公司生产的产品：
| - 抗风湿止痛药：服他寧（Voltaren） - 治疗帕金森氏症药物：溴隐亭（Parlodel） - 抗肿瘤药物：善宁（Sandostatin） - 治疗高脂血症药物：益脂可（Lescol） | - 抗高血压药物：得安穩（Diovan） - 口服杀真菌药：兰美抒（Lamisil） - 微量元素补充药：诺钙宝（Calcium Sandoz） - 视康（CIBA Vision）隐形眼镜及爱尔康（Alcon）护理液 - 抗病毒药物：抗濾兒（Farmvir, famciclovir） |

- 治療慢性骨髓性白血病，胃腸道基質腫瘤等癌症的第一代/舊一代標靶藥物：格列卫